# Agnès Webster
Agnès Webster, née à Cannes le 29 mai 1961, est une cheffe d'entreprise, dirigeante des parfums Fragonard.

## Biographie
Agnès Webster est la fille de Jean François Costa (père) et d'Hélène Costa (mère), ses deux sœurs Anne Costa (ainée) et Françoise Costa (cadette). Elle explique avoir appris de sa mère comment manier le fil et l'aiguille DMC. 
Agnès Webster, âgée de 16 ans, suit des études en droit à Nanterre puis en langues et travaille quelque temps pour une agence de publicité. Elle est artiste dans l'âme, amoureuse de l'art et de la vie parisienne, et n'envisage nullement de succéder à son père Jean François Costa et de retourner à Grasse, sa vie natale. À 22 ans, elle cède aux appels paternels et revient à Grasse pour s’occuper de la marque Fragonard, nom négocié par son arrière-grand-père Eugène Fuchs auprès des descendants de Jean-Honoré Fragonard, peintre grassois. Après s'être vu offrir des broderies de Hanoi, elle découvre cette ville et vers 1999, elle recrute des brodeuses de cette ville afin de travailler pour l'entreprise familiale. Elle s'emploie à transformer l'usine familiale en une marque originale.[réf. nécessaire]
En 2013, elle reçoit le trophée Women Equity, dont elle utilise le prix pour financer les études d'orphelines en Inde.
Elle épouse Geoffrey Webster (vétéran de la guerre du Vietnam) qui décède en janvier 2014. Agnès Webster a trois enfants: Jim, George et Hélène.

## Prix
- Savoir-faire des femmes du tourisme en 2018[5].
- Légion d'honneur en 2014[6].